# Caio Aurélio Cota (cônsul em 252 a.C.)
Caio Aurélio Cota (em latim: Caius Aurelius Cotta) foi um político da gente Aurélia da República Romana eleito cônsul por duas vezes, em 252 e 248 a.C., com Públio Servílio Gêmino nas duas vezes.

## Primeiro consulado (252 a.C.)

Teatro de operações da Primeira Guerra Púnica entre 253 e 251 a.C..
Território siracusano
Território cartaginês
Territórios romanos
1. Ataque naval e recuo dos romanos em Lilibeu (253 a.C.).
2. Romanos atacam a costa africana. Frota romana destruída por uma tempestade (253 a.C.).
3. Romanos finalmente tomam as ilhas Líparas (252 a.C.).
4. Romanos tomam Hímera (Thermae) (c. 252 a.C.).
5. Ieta, Solous e Petra firmam a paz com Roma (251 a.C.).
6. Tíndaris firma a paz com Roma (251 a.C.).
7. Romanos atacam e capturam Kephalodon e Panormo (251 a.C.).
8. Tentativa cartaginesa de recapturar Panormo repelida (251 a.C.).

Foi eleito cônsul com Públio Servílio Gêmino em 252 a.C., o décimo-terceiro ano da Primeira Guerra Púnica. Os dois cônsules foram enviados à Sicília para continuar as operações militares contra os cartagineses. Eles conseguiram conquistar algumas cidades, incluindo Hímera, apesar de a população ter sido evacuada antes da conquista. Logo depois, Cota recebeu o comando de alguns navios de Hierão II de Siracusa, aliado de Roma, e depois de reforçar com eles a frota romana, seguiu para as ilhas Líparas. Neste ponto, delegou o comando ao seu tribuno, Quinto Cássio, com a missão de preparar o bloqueio naval das ilhas, com ordens de não dar combate aos cartagineses que controlavam a ilha. Cássio, porém, contrariando as ordens do cônsul, atacou as ilhas e foi repelido com pesadas perdas. Sabendo da derrota, Cota foi imediatamente para as ilhas, retomou o comando e cercou a fortaleza inimiga, que se rendeu. Cota mandou executar todos os prisioneiros e civis e depois removeu todos os cargos de Cássio.

## Segundo consulado (248 a.C.)

Teatro de operações da Primeira Guerra Púnica entre 248 e 241 a.C..
Território siracusano
Território cartaginês
Territórios romanos
1. Amílcar Barca apóia Drépano, que esta sitiada, e saqueia a costa italiana.
2. Amílcar desembarca em monte Ercte.
3. Amílcar muda sua base de monte Ercte para Érice (Eryx).
4. Vitória naval romana nas ilhas Égadas e queda de Drépano. Cartago pede a paz (241 a.C.).

Foi eleito novamente com Públio Servílio Gêmnio em 248 a.C., o décimo-sétimo ano da Primeira Guerra Púnica. Mais uma vez, os dois cônsules seguiram para a Sicília e cercaram Lilibeu e Drépano enquanto os cartagineses liderados por Cartalão tentavam uma campanha ao longo da costa italiana com o objetivo de evitar que mais tropas fossem enviadas ao front siciliano.

## Censor (241 a.C.)
Foi eleito censor em 241 a.C. com Marco Fábio Buteão. Durante seu mandato, foi construída a Via Aurélia, que ligava Roma à cidade de Pisae. Cota já tinha experiência na construção de estradas e já havia supervisionado a construção de uma estrada militar na Sicília durante seu consulado, em 252 a.C., que ligava Agrigento a Panormo.

## Mestre da cavalaria (231 a.C.)
Foi escolhido mestre da cavalaria (magister equitum) por Caio Duílio, nomeado ditador comitiorum habendorum causa em 231 a.C. com o objetivo de realizar a Assembleia das centúrias para eleição dos novos cônsules.